# Metton
Metton – wieś w Anglii, w Norfolk. W 1931 wieś liczyła 86 mieszkańców. Metton jest wspomniana w Domesday Book (1086) jako Hametuna/Metune.